# Stadio Comunale di Monigo
Das Stadio Comunale di Monigo ist ein Stadion in der italienischen Stadt Treviso, Region Venetien, im Nordosten des Landes. Es wird hauptsächlich für Rugbyspiele genutzt.

## Geschichte
Die Anlage ist die Spielstätte der Mannschaft Benetton Rugby Treviso. Der Verein trägt in dieser Sportstätte seine Heimspiele in der Profiliga United Rugby Championship aus. Der Bau wurde ab 1970 errichtet und 1973 eingeweiht. Es fasst 6.700 Zuschauer und besitzt zwei Tribünen. Als am 24. Januar 1998 beim Spiel zwischen den Rugby-Nationalmannschaften von Italien und Schottland mehr als 10.000 Zuschauer erwartet wurden, hat man die Kapazität mit zusätzlichen Tribünen auf beiden Seiten erhöht.

## Räumlichkeiten
Neben dem Spielfeld und den Zuschauerplätzen gibt es drei Umkleidekabinen, zwei für die Sportler und  eine für Schiedsrichter. Dazu kommt die Krankenstation, zwei Bars sowie ein Presseraum mit Pressetribüne und elektrischen Anschlüssen.